# Narym
Narym (russisch Нары́м) ist ein Dorf in der Oblast Tomsk (Russland). Es hat 947 Einwohner (Stand 14. Oktober 2010) und gehört zu den ältesten russischen Ortschaften in Sibirien.

## Geographie
Das Dorf liegt im Westsibirischen Tiefland, etwa 330 km Luftlinie nordwestlich des Oblastverwaltungszentrums Tomsk an einem rechten Arm des Ob (Besymjannaja Protoka, „Namenloser Arm“). Wenig oberhalb des Ortes mündet die Ket mit ihrem rechten Mündungsarm Kopylowskaja Ket in den Ob.
Narym gehört zum Rajon Parabelski und liegt 25 km Luftlinie nördlich von dessen Verwaltungszentrum Parabel. Im Dorf befindet sich der Verwaltungssitz der Landgemeinde Narymskoje selskoje posselenije, zu der neben Narym die Dörfer Alatajewo (50 Einwohner; 14 km aufwärts der Kopylowskaja Ket jenseits der Einmündung der Paidugina) und Lugowskoje (165 Einwohner; 4 km aufwärts) gehören, außerdem die Siedlungen Talinowka (136 Einwohner; 6 km abwärts des rechten Ob-Arms) und Schpalosawod (808 Einwohner; unmittelbar jenseits des Ob-Arms an Narym anschließend und am Hauptarm des Stroms). Die Gesamteinwohnerzahl der Gemeinde beträgt somit 2106 (14. Oktober 2010).

## Geschichte
Narym gehört zu den ältesten von russischen Kosaken während ihrer Expansion nach Sibirien gegründeten Siedlungen jenseits des Ural. Nach der Gründung von Surgut 1594 entstand der mehr als 500 km stromaufwärts gelegene Ostrog Narym 1596 als erster Ort auf dem Territorium der heutigen Oblast Tomsk (Tomsk selbst entstand 1604). Der Name Narym wurde wahrscheinlich vom selkupischen Wort für Sumpf abgeleitet.
1601 wurde Narym „Stadt“ als Verwaltungszentrum eines gleichnamigen Ujesds. 1619 und 1632 wurde der Ostrog verlegt, jedoch blieb die Lage am hier besonders flachen rechten Ob-Ufer einschließlich der heutigen ungünstig: der Ort hat oft unter Hochwasser zu leiden. Mehrfach wurde er zudem von Großfeuern heimgesucht. 1785 wurde das Stadtrecht erneuert und Narym erhielt ein Wappen als Stadt des Gouvernements Tobolsk. 1822 kam es zum Gouvernement Tomsk, verlor seine Verwaltungsfunktion, blieb aber formal Stadt.
Narym spielte eine gewisse Rolle im Handel mit Fellen, die von hier zu den großen Handelsmessen, dem Pelzhandel auf der Irbit-Messe und nach Makarjew, die spätere Pelzmesse in Nischni Nowgorod, gingen. Auch in Narym fand ein jährlicher „Jahrmarkt“ statt, der aber vorwiegend regionale Bedeutung hatte. Die Einwohnerzahl des Ortes blieb immer gering und sank wie auch seine wirtschaftliche Bedeutung um die Wende zum 20. Jahrhundert endgültig, nachdem die Transsibirische Eisenbahn hunderte Kilometer südlich gebaut worden war. 1925 verlor Narym das Stadtrecht.

### Verbannungsort
Bekannt wurde Narym vor allem als politischer Verbannungsort, insbesondere ab Beginn des 19. Jahrhunderts. In die „Narymer Verbannung“ (Narymskaja ssylka) wurden Dekabristen (darunter Nikolai Mosgalewski und Pawel Dunzow-Wygodowski), Teilnehmer der polnischen Aufstände, Narodniki und schließlich Sozialdemokraten geschickt. Aus dieser Zeit stammt das geflügelte Wort Gott schuf die Krim und der Teufel Narym (Бог создал Крым, а чёрт – Нарым).
In den 1910er-Jahren waren ein Großteil der nach Narym Verbannten Bolschewiki, die sich teils gleichzeitig dort aufhielten, sich organisieren und in mehreren Fällen von dort fliehen konnten. Darunter war als prominentester für nur 39 Tage im Jahre 1904 Josef Stalin, aber auch weitere später hochrangige sowjetische Funktionäre, wie Jakow Swerdlow (Staatsoberhaupt Sowjetrusslands), Walerian Kuibyschew (Volkskommissar und Gosplan-Vorsitzender), Alexei Rykow (Vorsitzender des Rates der Volkskommissare), Michail Tomski (Vorsitzender des Allunions-Zentralrates der Gewerkschaften), Philipp Menczel (altösterreichischer Rechtsanwalt, Journalist, Herausgeber und Zionist) und Alexander Schischkow.
Auch in der sowjetischen Zeit blieb Narym Verbannungsort; durch die Narymer Verbannung – was sich aber nicht mehr nur auf das Dorf selbst, sondern den riesigen gleichnamigen Okrug bezog, der den Nordwestteil der heutigen Oblast Tomsk einnahm – gingen möglicherweise Hunderttausende. Darunter war beispielsweise 1927–1929 der als „Trotzkist“ verurteilte lettischstämmige hohe Wirtschaftsfunktionär und Direktor des Moskauer Instituts für Volkswirtschaft Ivars (Iwar) Smilga.

### Bevölkerungsentwicklung
| Jahr | Einwohner |
| ---- | --------- |
| 1633 | 46        |
| 1785 | 827       |
| 1851 | 916       |
| 1867 | 1673      |
| 1879 | 2284      |
| 1897 | 1129      |
| 1911 | 895       |
| 1917 | 1114      |
| 2002 | 1063      |
| 2010 | 947       |

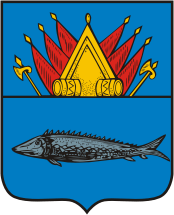
Stadtwappen von 1785 (noch zum Gouvernement Tobolsk gehörend)

Anmerkung: 1897, ab 2002 Volkszählungsdaten

## Kultur und Sehenswürdigkeiten

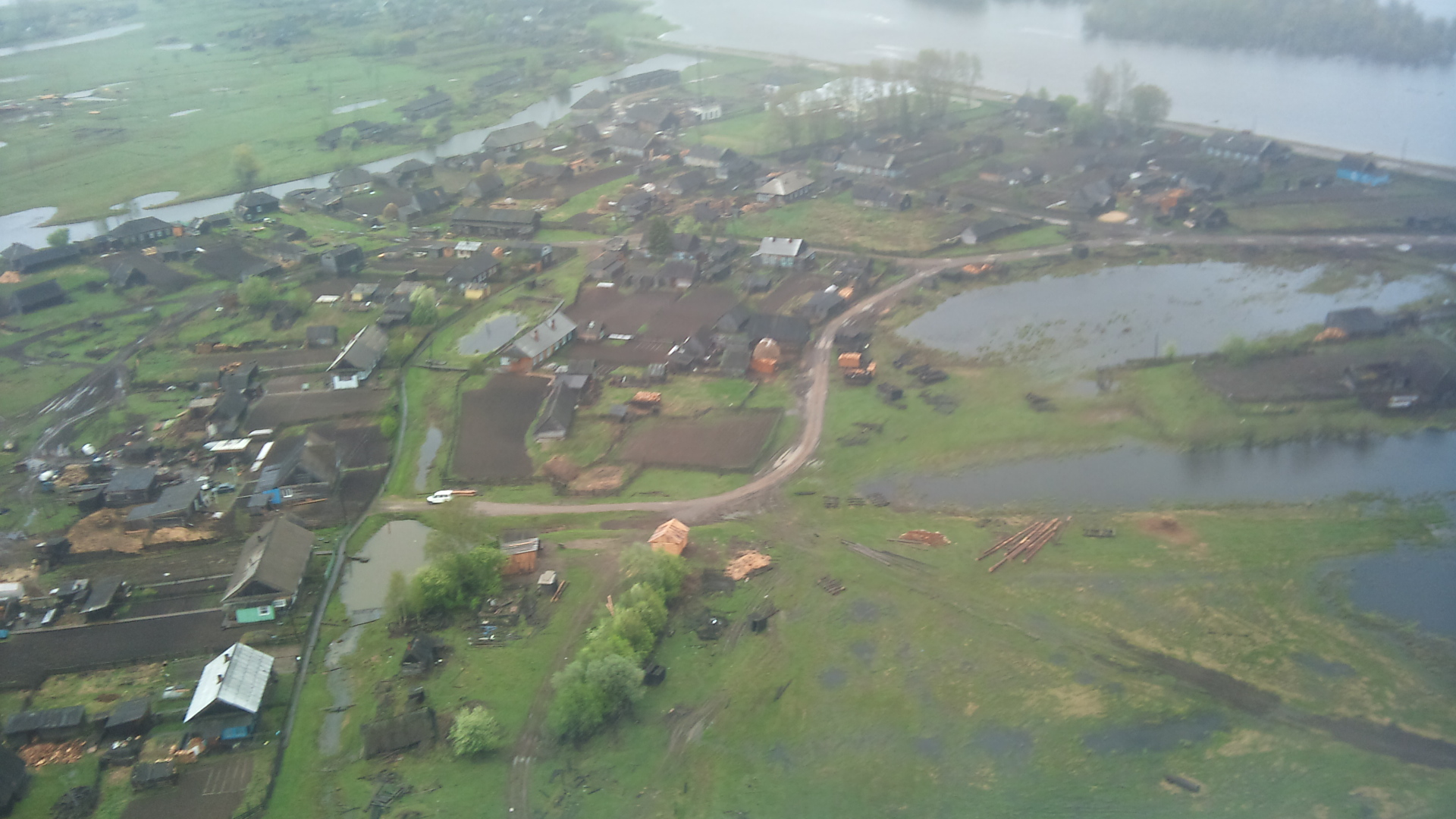
Blick auf das Dorf

In Narym gibt es ein Museum der politischen Verbannung. Das Museum wurde am 27. Juni 1948 als Stalin-Museum gegründet und 1959 in ein Gedenkmuseum für die nach Narym verbannten Bolschewiki umgewandelt, als Folge der Verurteilung des Personenkultes um Stalin durch den XX. Parteitag der KPdSU 1956. Heute wird auch die Rolle des Ortes als Verbannungsort in der sowjetischen Periode thematisiert.
Der Ort hat den Charakter eines fast ausschließlich aus Holzhäusern bestehenden sibirischen Dorfes bewahrt.

## Wirtschaft und Infrastruktur
Hauptwirtschaftszweig war lange Zeit die Forstwirtschaft; viele Einwohner waren auch in der benachbarten Siedlung Schpalosawod (wörtlich „Schwellenwerk“) in einem Werk zur Herstellung hölzerner Bahnschwellen tätig. Auch wegen der ungünstigen Verkehrsanbindung wurden die Betriebe in der Wirtschaftskrise der 1990er-Jahre geschlossen.
Unbefestigte Straßen gibt es nur zu den Nachbardörfern. Eine ganzjährig befahrbare Anbindung an das russische Straßennetz fehlt; im Winter kann das Eis auf dem Ob befahren werden. In der eisfreien Jahreszeit besteht auf dem Fluss auch eine Passagierschiffsverbindung.

## Söhne und Töchter des Ortes
- Wadim Koschewnikow (1909–1984), Schriftsteller